# Massimo Filardi
Massimo Filardi (Salerno, Italia, 20 de diciembre de 1966) es un exfutbolista italiano. Se desempeñaba como defensa lateral izquierdo.

## Trayectoria
Formado en las categorías inferiores del Varese, debutó con el primer equipo en 1984, en la Serie B. En 1985 fue adquirido por el Napoli, debutando en la Serie A al costado de jugadores de nivel como Maradona, Bertoni, Bagni y Giordano. El técnico Ottavio Bianchi lo hizo jugar de titular para toda la temporada, formando con Ciro Ferrara la pareja de laterales más joven de la liga italiana.
En la temporada siguiente se consagró campeón de la Serie A y de la Copa de Italia, aunque no jugó a causa de una grave lesión. En 1989, después de ganar la Copa de la UEFA, fue cedido a préstamo al Avellino, en la Serie B, donde se reencontró con sus excompañeros del Napoli Celestini, Ferrario, Baiano y Taglialatela.
El año siguiente fue cedido a préstamo al Taranto, donde marcó el primer y único gol de su carrera. Para la temporada 1991/92 volvió al Napoli, totalizando 5 presencias. Terminado el contrato con el conjunto azzurro, decidió retirarse del fútbol con solo 25 años de edad. Sin embargo, dos años más tarde fichó por el Benevento, donde concluyó su carrera en 1995.

## Selección nacional
Ha sido internacional con la Selección Sub-21 de Italia entre 1986 y 1988, siendo convocado por el técnico Azeglio Vicini en 7 ocasiones y jugando 4 partidos. Debutó contra la Selección Sub-21 de Inglaterra el 9 de abril de 1986 (2-0 para los italianos).

## Clubes
| Club             | País   | Año         |
| ---------------- | ------ | ----------- |
| Varese FC        | Italia | 1983 - 1985 |
| SSC Napoli       | Italia | 1985 - 1989 |
| US Avellino      | Italia | 1989 - 1990 |
| Taranto FC       | Italia | 1990 - 1991 |
| SSC Napoli       | Italia | 1991 - 1992 |
| Benevento Calcio | Italia | 1994 - 1995 |

## Palmarés

### Campeonatos nacionales
| Título         | Club       | País   | Año         |
| -------------- | ---------- | ------ | ----------- |
| Serie A        | SSC Napoli | Italia | 1986 - 1987 |
| Copa de Italia | SSC Napoli | Italia | 1986 - 1987 |

### Copas internacionales
| Título          | Club       | País   | Año         |
| --------------- | ---------- | ------ | ----------- |
| Copa de la UEFA | SSC Napoli | Italia | 1988 - 1989 |